# Likusy
Likusy (do 1945 r. niem. Lykusen) – wieś w Polsce położona w województwie warmińsko-mazurskim, w powiecie nidzickim, w gminie Nidzica. 
W latach 1975–1998 miejscowość administracyjnie należała do województwa olsztyńskiego.

## Historia
Wieś pruska lokowana na 10 włókach w 1372 r. Szkoła we wsi powstała na przełomie XIX i XX wieku. W 1818 r. wieś nosiła nazwę Gross Likusen, było w niej 15 domów i 85 mieszkańców. W 1858 r. Likusy obejmowały 2843 morgi ziemi. W 1871 r. w 25 domach mieszkały 163 osoby. W 1890 r. było 25 domów i 180 osób. 
W 1939 r. we wsi mieszkało 156 osób.